# Tyroc
Tyroc è un personaggio dei fumetti pubblicati da DC Comics. È un membro della Legione dei Super-Eroi nel XXX e XXXI secolo. Comparve per la prima volta in Superboy n. 216 (aprile 1976) e fu creato da Cary Bates e Mike Grell. Debuttando un anno prima di Fulmine Nero, fu uno dei primi supereroi di colore in costume..

## Storia editoriale
Jim Shooter, a cui fu impedito di introdurre personaggi di colore nella Legione negli anni '60, obiettò riguardo al personaggio di Tyroc: "...Ho sempre voluto un supereroe Africano-Americano, e quando accadde, anni dopo, lo fecero nel peggior modo possibile...invece di avere un personaggio che per puro caso è nero...ne fecero una grande confusione. È un separatista razziale... lo trovo patetico e spaventoso".
Secondo Mike Grell, che co-creò Tyroc con Cary Bates, il personaggio di Tyroc era "una specie di punto dolente per me". Tentò in precedenza di introdurre personaggi afro-americani nella serie, ma gli fu impedito dall'editore di allora, Murray Boltinoff. "Continuavo ad essere scartato...e finalmente giunse Tyroc. Avrebbero potuto anche chiamarlo Tyrone. La loro spiegazione del perché non vi erano personaggi neri [nella Legione] era che tutte le persone di colore erano andate a vivere su un'isola. Probabilmente fu il concetto più razzista mai sentito in vita mia...Cioè, è un sogno segregazionista, giusto? Così lo chiamarono Tyroc, e gli diedero il superpotere più stupido del mondo".
Il disgusto di Grell per Tyroc fu sufficientemente forte da renderlo ridicolo, dicendo "Gli ho dato un costume sciocco. Era qualcosa tra il costume di Elvis a Las Vegas e qualcosa che avrebbe ricordato un pappone all'angolo di una strada".
Grell notò che, fisicamente, Tyroc fu basato sulla figura del giocatore di football americano Fred Williamson. "Lo modellai in qualche modo su Fred "Il Martello" Williamson, che all'epoca era una stella del cinema...e gli diedi questa specie di costume alla "Elvis va a Las Vegas", fu più o meno così. Questo fu il massimo del mio contributo a Tyroc".
Alcuni scrittori, come lo scrittore di lunga data della Legione Paul Levitz affermarono che i poteri di Tyroc, basati sul suono, lo rendevano un personaggio difficile da descrivere in un fumetto (anche se il personaggio di Black Canary comparve nei fumetti per anni, così come il Banshee della Marvel Comics). Tyroc fu l'unico Legionario introdotto prima del 1989 che mai comparve durante i primi quindici anni di attività di Levitz sulla storia della Legione (anche il deceduto Ferro Lad, Lyle Norg e Chemical King comparvero in alcuni flashback). Levitz disse che questo avvenne perché Tyroc era "solo un personaggio stupido... un personaggio con poteri basati sul suono è, credo, intrinsecamente inutile in un mezzo silenzioso. Secondo me non ha mai funzionato, così feci del mio meglio per evitarlo". Nonostante la sua posizione iniziale riguardo al personaggio, Levitz annunciò in un'intervista a Newsarama che Tyroc sarebbe comparso nella sua serie Legione dei Super Eroi.. Tyroc comparve in Legione dei Super Eroi vol. 6 n. 2 (agosto 2010), marcando così la prima volta che il personaggio comparve in un racconto presente nella continuità scritto da Levitz.

## Biografia del personaggio

### Marzal
Tyroc (vero nome Troy Stewart) era l'unico supereroe residente sull'Isola di Marzal, che solitamente esisteva in un'altra dimensione. Come Brigadoon, l'Isola di Marzal compariva di quando in quando sulla Terra. A differenza del leggendario villaggio Scozzese, Marzal rimase sulla Terra per molti anni, e all'epoca in una località vicino alla costa africana. Nella lingua nativa di Marzal "Tyroc" significa "Urlo del Diavolo".
Tyroc e la sua gente erano discendenti degli schiavi africani che si rivoltarono su una nave durante una traversata nel diciottesimo secolo. Una volta che gli schiavisti furono tutti buttati a mare gli africani liberati si insediarono sulla loro isola fuori dalla costa africana, e costruirono una civiltà. Cosa che li sorprese fu che la loro isola paradisiaca aveva un'esistenza simile a quella di Brigadoon e scompariva dalla dimensione con regolare scadenza ogni 200 anni.
Lasciati a loro stessi, gli isolani svilupparono una civiltà avanzata e altamente tecnologica, con estreme tendenze isolazioniste. I Marzali credevano che la gente della Terra ignoravano l'esistenza della loro isola. Di conseguenza, gli estranei non erano i benvenuti su Marzal.

### La Legione
La Legione dei Super Eroi incontrò Tyroc per la prima volta quando i Legionari risposero ad una chiamata d'aiuto proveniente dall'Isola di Marzal. Inizialmente, Tyroc tentò di fermare i Legionari dall'aiutarlo, ma dopo aver superato le rispettive differenze e aver lavorato insieme per salvare l'Isola, a Tyroc fu offerto di far parte della Legione. Da inizio l'adesione fu rifiutata, anche se dovette ammettere di aver ammirato la tolleranza e il coraggio del Legionari conosciuti.
Negli incontri successivi, Tyroc accettò l'offerta della Legione di entrare nella squadra e così divenne il primo membro di colore. Tyroc e Black Lightning furono creati per aiutare la DC ad attirare nuovi lettori e fornire più opportunità per storie socialmente rilevanti.
Prima dell'adesione di Tyroc alla Legione, quasi ogni umanoide alieno nelle storie della Legione fu disegnato con caratteristiche fisiche caucasiche, inclusi Chameleon Boy (con la pelle arancione), Shadow Lass (con la pelle blu), e Brainiac 5 (con i capelli biondi e la pelle verde).
Successivamente Tyroc fece ritorno alla sua Isola per restare con la sua gente quando Marzal lasciò la realtà della Terra. Shadow Lass, accompagnandolo, rimase quasi intrappolata sull'Isola mentre cambiava dimensione.

### Presidente di Nuova Terra
La distruzione di Marzal per mano dei Dominatori fu documentata durante il quarto volume della serie Legione dei Super Eroi durante il periodo di scrittura di Keith Giffen. I Dominatori distrussero Marzal mentre questa si trovava in un'altra dimensione. Un gruppo di terrestri sotto il controllo dei Dominatori scelse i suoi eroi di guerra per guidarli. Jacques Foccart e Troy Stewart, che si dimostrarono i veri leader della forza ribelle, furono ricompensati con uffici pubblici dalla popolazione della Terra. Troy Stewart divenne il vice presidente della Terra, e Jacques divenne il presidente. Poco dopo, la Terra fu distrutta in un disastro che ricordava quello di Krypton avvenuto più di un millennio prima, e poche dozzine di città sopravvissute e i loro abitanti sopravvissuti ricostituirono il pianeta come Nuova Terra. Infine, Jacques abbandonò il suo ruolo politico per rientrare nella Legione, e Troy ascese alla presidenza.
Questa realtà fu cancellata da questa continuità dagli eventi presenti nella miniserie Ora Zero.

### Post-Ora Zero/Terza versione
Tyroc non comparve nella seconda più grande continuità della Legione, che durò dal 1994 alla fine del 2004. Nella terza versione della continuità che cominciò nel 2005, Tyroc comparve poco o niente (con numerosi altri Legionari di precedenti incarnazioni della squadra come Blok e Dawnstar) in Legione dei Super Eroi vol 5 n. 15, come personaggio in una "storia da falò" in cui mostrò l'influenza della Legione e le leggende urbane e i miti che vi aleggiavano intorno. Questa comparsa fu un cameo, e non sembrò aver avuto luogo nella continuità attuale della serie.

### Post-Crisi Infinita
Gli eventi della miniserie Crisi infinita, ricostituirono un'analoga continuità della versione della Legione pre-Crisi sulle Terre infinite, come visto nella storia "The Lightning Saga" in Justice League of America e Justice Society of America, e nella storia "Superman e la Legione dei Supereroi" in Action Comics. Si può notare una statua di Tyroc in Crisi finale: la Legione dei 3 mondi n. 1. Il Tyroc pre-Crisi comparve successivamente insieme ad un'intera armata di Legionari da altri due mondi, tempi e realtà alternativi, al Punto di fuga per combattere contro Time Trapper. Nella serie corrente della Legione, Tyroc rientrò nella squadra.

## Poteri e abilità
Il superpotere di Tyroc è l'urlo che storce la realtà, che utilizza per creare portali dimensionali, campi di forza, tramutare gli oggetti, congelarli o bruciarli o semplicemente distruggerli. Può anche teleportare sé stesso e al massimo un'altra persona, anche se l'esatto limite della sua abilità è sconosciuto. Gli effetti e la distensione dei suoi poteri erano consistenti quando comparve la prima volta, ma successivamente sembrò variare a seconda dello scrittore. Successivi scrittori spesso trattarono i suoi poteri come un semplice "urlo sonico" simile a quello di Black Canary.
Tyroc può volare utilizzando il suo potere al massimo (come visto nella sua prima comparsa prima di unirsi alla Legione) o utilizzando l'anello di volo della Legione.

### Effetti dell'urlo
Tra gli urli di Tyroc vi è un arsenale:
- EEYYAAAHH! - pirocinesi
- AHHRRRRRR! - campi di forza
- OYYUUUUUU! - teletrasporto
- ARRRRHHHH! - esplosione
- ZZZRRRUUGGHH! - telecinesi
- UIUUIEEEE! - trasmutazione
- ARRREEEEG! - manipolazione del vento
- IRRRRWWWW! - manipolazione delle piante
- CCCIIIRRR! - vertigini
- RRRYYYY! - manipolazione del vento

## Altri media
Tyroc comparve numerose volte in vari episodi delle due stagioni della serie animata Legion of Super Heroes:
- Tyroc ebbe un cameo alla fine dell'episodio "Timber Wolf". La sua immagine comparve insieme a quella degli altri Legionari mentre Timber Wolf recitava il giuramento della Legione. Successivamente lo si vide in azione durante l'episodio "Sobstitute" e comparve sporadicamente in alcune scene di sfondo nella seconda stagione.
- Un giovane Tyroc comparve nell'episodio "In The Beginning" della seconda stagione, tra la folla di Legionari della Silver Age. Lo si vede sfoggiare un'enorme capigliatura afro. Nell'episodio finale della stagione, "Dark Victory", si vede Tyroc in battaglia utilizzante il suo urlo ultra sonico contro le forze di Brainiac. Le onde sonore furono colorate di rosso brillante, e causarono l'esplosione di alcuni pezzi d'equipaggiamento.